# Hjerter er trumf
Hjerter er trumf är en dansk dramafilm från 1976 i regi av Lars Brydesen. I rollerna ses bland andra Lars Knutzon, Ann-Mari Max Hansen och Ulla Gottlieb.

## Handling
En man bestämmer sig efter mycket om och men för att genomgå en hjärttransplantation. När den är genomförd blir han besatt av att ta reda på mer om den som donerat sitt hjärta till honom.

## Medverkande
- Lars Knutzon
- Ann-Mari Max Hansen
- Morten Grunwald
- Klaus Pagh
- Anne-Lise Gabold
- Bent Christensen
- Ulla Gottlieb
- Bodil Kjer
- Ove Sprogøe
- Lotte Tarp
- Gunnar Lemvigh
- Edward Fleming
- Claus Nissen
- Poul Thomsen
- Ingolf David
- Søren Steen
- Michael Lindvad

## Om filmen
Filmen producerades av Erik Crone för produktionsbolaget Crone Film. Manus skrevs av Jannick Storm, Brydesen och Anders Refn. Fotograf var Mikael Salomon, kompositör Hans-Erik Philip och klippare Brydesen. Filmen hade premiär den 19 mars 1976 i Danmark.